# 清水次郎長
清水 次郎長（日語：しみずの じろちょう，1820年2月14日（文政3年1月1日）—1893年（明治26年）6月12日）是幕末明治的俠客、博徒、商人。本名山本 長五郎（やまもと ちょうごろう）。米批發商・山本次郎八的養子。
因為養家沒落而成為博徒，與極道朋友一起提升名聲，並在清水取得地盤。在戊辰戰爭期間，曾經修理後途經清水港的咸臨丸（榎本武揚率領的舊幕府艦隊的旗艦）因被視為逆賊船而被遺棄，次郎長用小舟收容了新政府軍殺死的乘員遺體，並進行妥善的葬禮。因而與深受感動的幕臣山岡鐵舟相識，為了援助舊幕臣，維新後投身於富士山腳的開墾工作，並作為社會事業家活躍。
之後，由於在三代目神田伯山（又名『次郎長伯山』）的講談中被稱為「海道一的組長」，使得他的名聲廣為流傳，二代目廣澤虎造的浪曲（無線電廣播、唱片）、村上元三的『次郎長三國志』等小說，以及電影和電視劇等題材都多次提到他，並受到廣泛的喜愛。在這些作品中，大政、小政、森之石松等人被認為是「清水二十八人眾」中的強力部下。

## 生涯

### 清水一家從出生開始形成

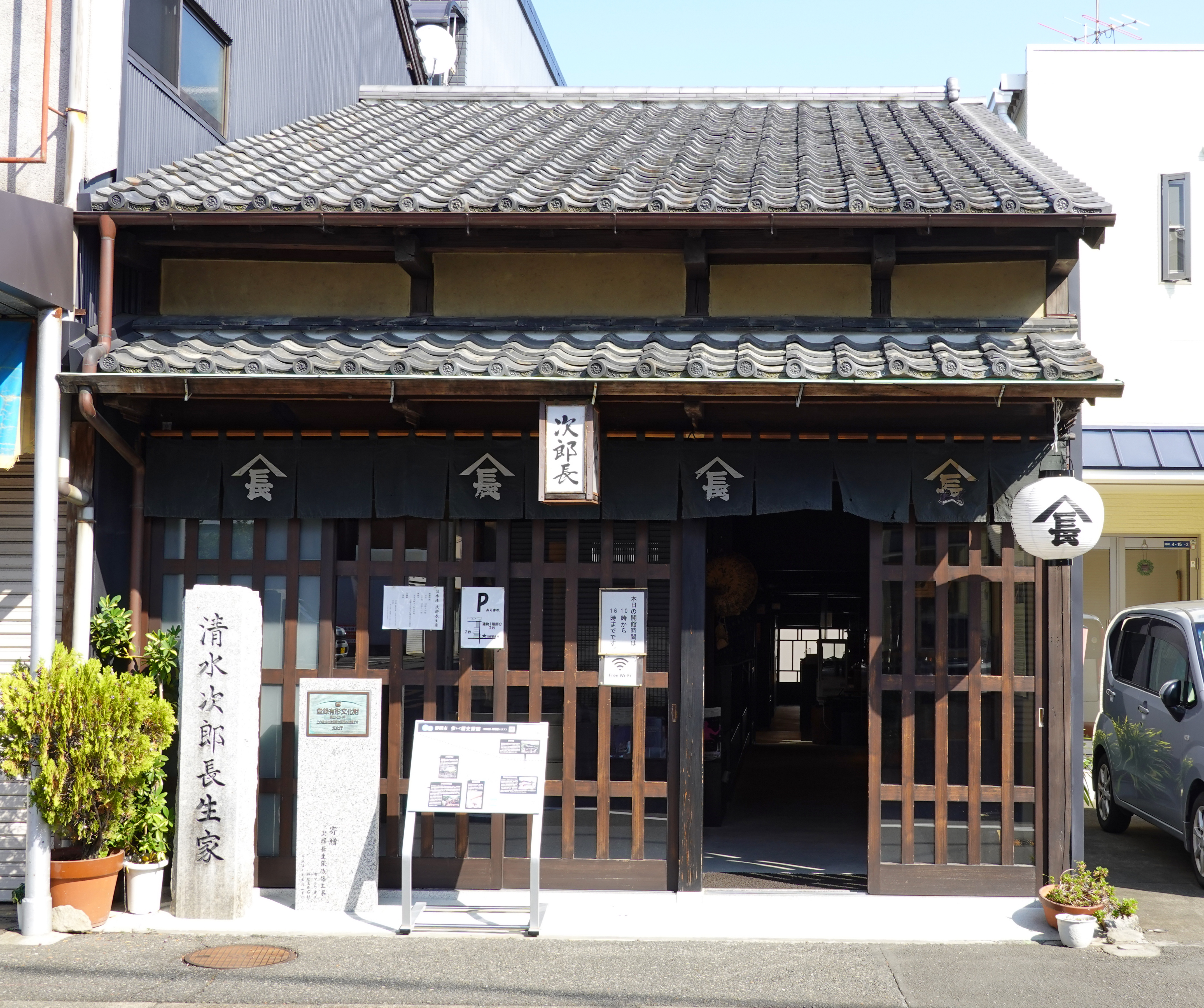
清水次郎長生家（2023年10月）

文政3年（1820年），他出生於駿河國有渡郡清水美濃輪町（現在的靜岡縣靜岡市清水區美濃輪町）的一位船持船長・高木三右衛門（雲不見三右衛門）的次男。母方的叔叔是米穀商甲田屋的主人・山本次郎八，他沒有親生子女，因此成為了次郎八的養子。由於幼年時期的朋友有一個名為「長」（正式名稱不明）的孩子，周圍的人開始稱長五郎為次郎八家的長五郎、次郎長，隨著年齡增長，他也繼續被這樣稱呼。
清水港透過富士川舟運將信濃・甲斐地區的年貢米運送到江戶，進行廻米貿易。而清水湊的廻船業者中多為主要以口錢徵收為主的特權業者，但次郎長出生的美濃輪町是清水湊（清水港）的一個新開發地，父親三右衛門自營商品運輸的海運業者。此外，叔父次郎八是持有米穀仲買股份的商人，因此也推測三右衛門是透過次郎八運輸米穀。
養父的次郎八在天保6年（1835年）去世，次郎長成為甲田屋的主人。次郎長娶妻後投身於家業，卻同時進行博奕並不斷惹事，於天保14年（1843年）在一次打鬥中殺人，遂與妻子離婚，將甲田屋的財產讓給親姊夫婦，與義弟江尻大熊等人一起出走，成為無家可歸的人。次郎長在各地旅行修行，擴展人脈，最終在清水港建立一家。關於這時期次郎長的事跡，明治初期養子天田五郎的『東海遊俠傳』中有詳盡的記載。

### 博徒間抗爭
弘化2年（1845年），甲斐國鴨漾津向村（市川三郷町）發生津向文吉與次郎長的叔父和田島太右衛門之間的出入，次郎長對此進行調停。弘化4年（1847年），次郎長迎娶江尻大熊的妹妹おちょう，組成一家。
安政5年（1858年）12月29日，在甲州的出入中被官員追趕，逃亡至尾張國名古屋時，遭到保下田久六的背叛，失去了妻子おちょう。安政6年（1859年），在尾張知多龜崎乙川殺害久六。同年9月16日，下田金平、吉兵衛等人從沼津上陸至清水港，急襲次郎長。
文久元年（1861年）1月15日，在駿河國江尻追分殺害石鬆的敵人都田吉兵衛。同年10月在菊川與下田金平進行和解。文久3年（1863年）5月10日，在天龍川與甲斐國的黑駒勝藏對峙。
元治元年（1864年）6月5日，藏身於三河國平井龜吉家中的勝藏被形原斧八聯手襲擊。在『平井之役』中，勝藏的義子大岩、小岩被殺。平井龜吉為了逃避官府的追捕而踏上旅途，後來被尾張藩招募，加入極道部隊集義隊。
1866年，發生荒神山的喧嘩。

### 明治維新期的活動至晚年

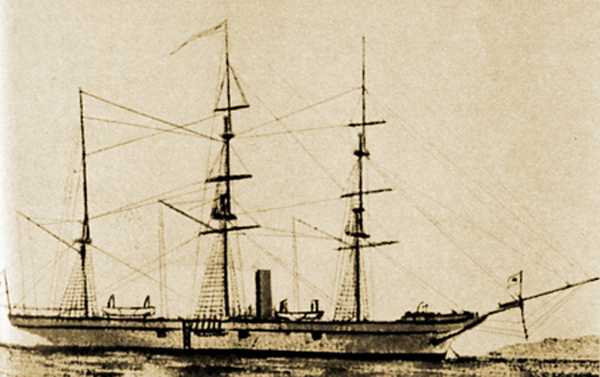
咸臨丸

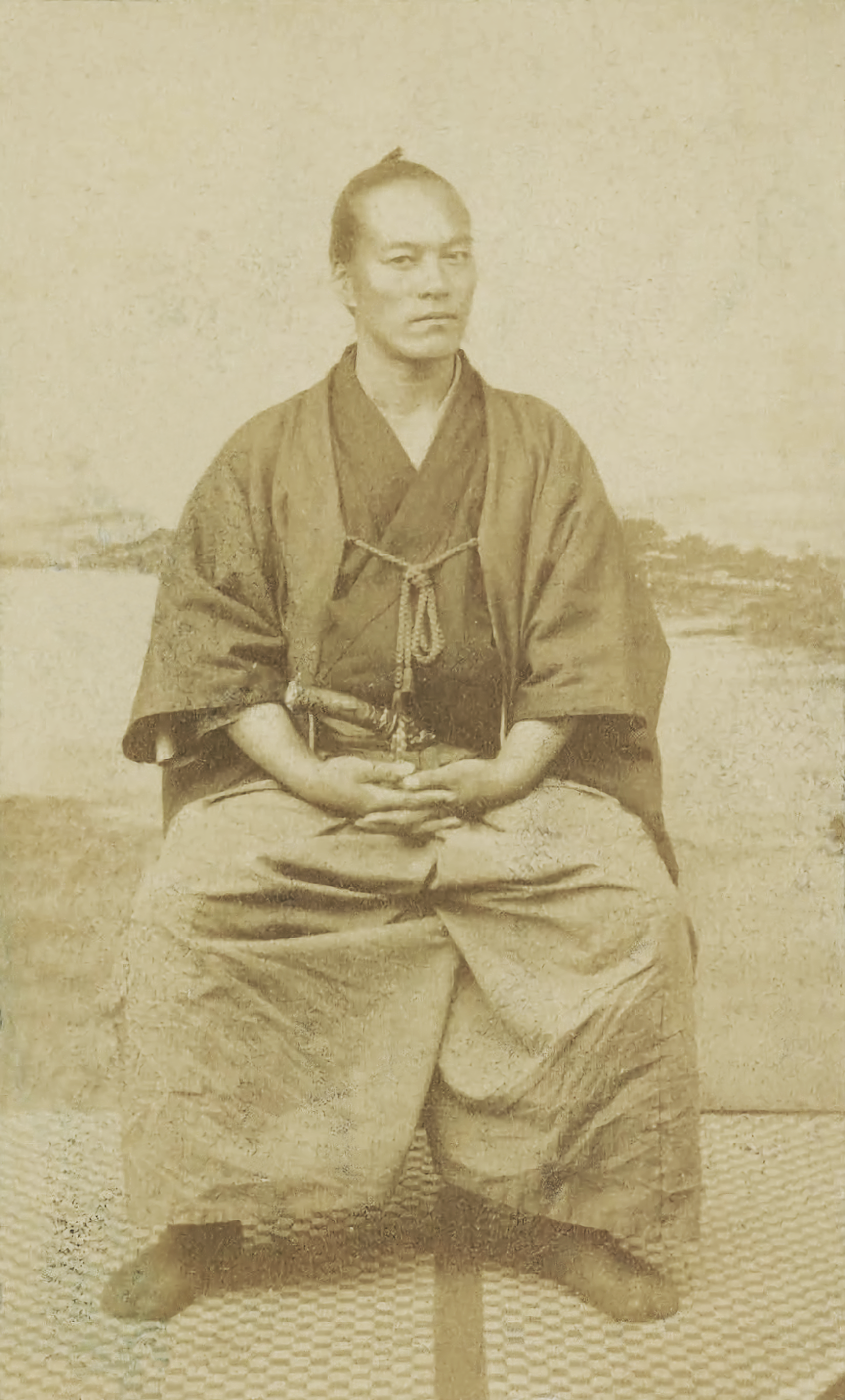
山岡鐵舟

慶應4年（1868年）5月29日，伏谷如水被任命為駿府町的指揮官，並受到東征大總督府的指派負責東海道筋及清水港的守衛任務，此任務持續到7月。同年5月至6月期間，他與加入赤報隊的黑駒勝藏在駿府進行對決。
同年9月18日、舊幕府海軍副總裁榎本武揚率領的艦隊從品川沖脫逃，其中咸臨丸因暴風雨在房州沖破船，修理時停泊在清水湊被新政府海軍發現及攻擊，留在船上的幕府軍全員在交戰中喪生（咸臨丸事件）。戰後，戰死的乘員遺體因明治新政府的責罵而無人處理，漂流在清水灣內，腐爛不堪被任由放置。次郎長見狀，便出舟收容遺體，並埋葬在向島的沙灘上。新政府軍對此收容作業提出指責，但次郎長反駁道：「死了就都是佛，佛並沒有官軍與賊軍之分。」次年，他還建立了「壯士墓」。
同年3月9日，舊幕臣山岡鐵舟（後來成為靜岡藩的大參謀）在駿府與西郷隆盛會談，訴請德川慶喜的助命及德川家名的存續，但鐵舟因次郎長在咸臨丸事件中的義俠精神而深受感動，這也成為次郎長與山岡及榎本在明治之後交際的契機。
明治2年（1869年）5月22日，二代目おちょう被新番組隊士殺害。明治4年（1871年）2月，他企圖在舊久能山東照宮的神領進行山林開墾，但遭到大谷村的抵抗而放棄。同年10月14日，黑駒勝蔵在甲斐因脫離赤報隊和幕府時代的罪狀被處刑。
明治7年（1874年）時，正式開始了富士山南邊的開墾事業。到明治12年（1879年）時，則在山岡鐵舟等人的協助下，開始油田開發。明治11年（1878年）時，受山岡鐵舟的委託，暫時照顧天田愚庵。愚庵在明治15年（1882年）成為次郎長的養子。明治13年（1880年）6月15日，與三河平井一家的原田常吉及雲風龍吉等人進行和解。雲風龍吉與黑駒勝藏結盟，並與次郎長敵對；同年6月24日的『函右日報』一篇文章報道稱，勝藏和次郎長已和解。
停止賭博的次郎長認為，為了清水港的發展，擴大茶葉的販路非常重要。他訴求應該整備清水的外港以便蒸汽船能夠進港，並自己成立了與橫濱之間的定期航線「靜隆社」進行營運。此外，他還因受到縣令大迫貞清的邀請，督促曾在靜岡監獄的囚徒參與現在富士市大淵的開墾工作，並熱心支持私塾的英語教育，這些都成為流傳的口碑。
當曾經隸屬於有栖川宮的元官軍駿州赤心隊和遠州報國隊的舊隊士們回到故鄉時，舊幕臣們因被迫遷移至駿河而懷著怨恨反覆進行恐怖行為，次郎長則在當地保護弱者，努力避免血流成河。
明治16年（1883年）就任靜岡縣令的奈良原繁著手於對博徒的大刈除，次郎長於明治17年（1884年）2月25日因『賭博犯處分規』被靜岡縣警察本所逮捕。同年4月7日，他被判懲罰7年，並處以400圓的罰金，入獄於井宮監獄（靜岡市葵區井宮町）。作為街道警護役的次郎長，被賦予平民身份下破格的佩刀權利，但卻遭到針對舊幕時代賭博行業的重刑。同年4月，養子天田愚庵出版了描繪次郎長數奇生涯的《東海遊俠傳》，這成為次郎長名字在全國廣為流傳的契機。在靜岡縣令關口隆吉等人的努力下，次郎長於明治18年（1885年）未滿刑期便被假釋。
明治19年（1886年）東京大學醫學部別課畢業的植木重敏，在前往土佐的船上認識了他，與同樣來自土佐須崎鍛冶町的渡邊良三一同被邀請到清水，並在靜岡縣有渡郡清水町開設濟眾醫院。明治21年（1888年）7月19日，山岡鐵舟去世，清水一家參加在谷中全生庵舉行的葬禮。同年8月4日，受到了富士山南麓開墾官有地的撥付，並將開墾地的一部分出售給高島嘉右衛門。
明治26年（1893年），因感冒加重而去世。享年74歲（滿73歲）。戒名是碩量軒雄山義海居士。墓碑上寫有「俠客次郎長之墓」，並是由榎本武揚所書。

## 肖像畫
次郎長研究會收藏有描繪博徒時代次郎長的「清水次郎長肖像畫」。

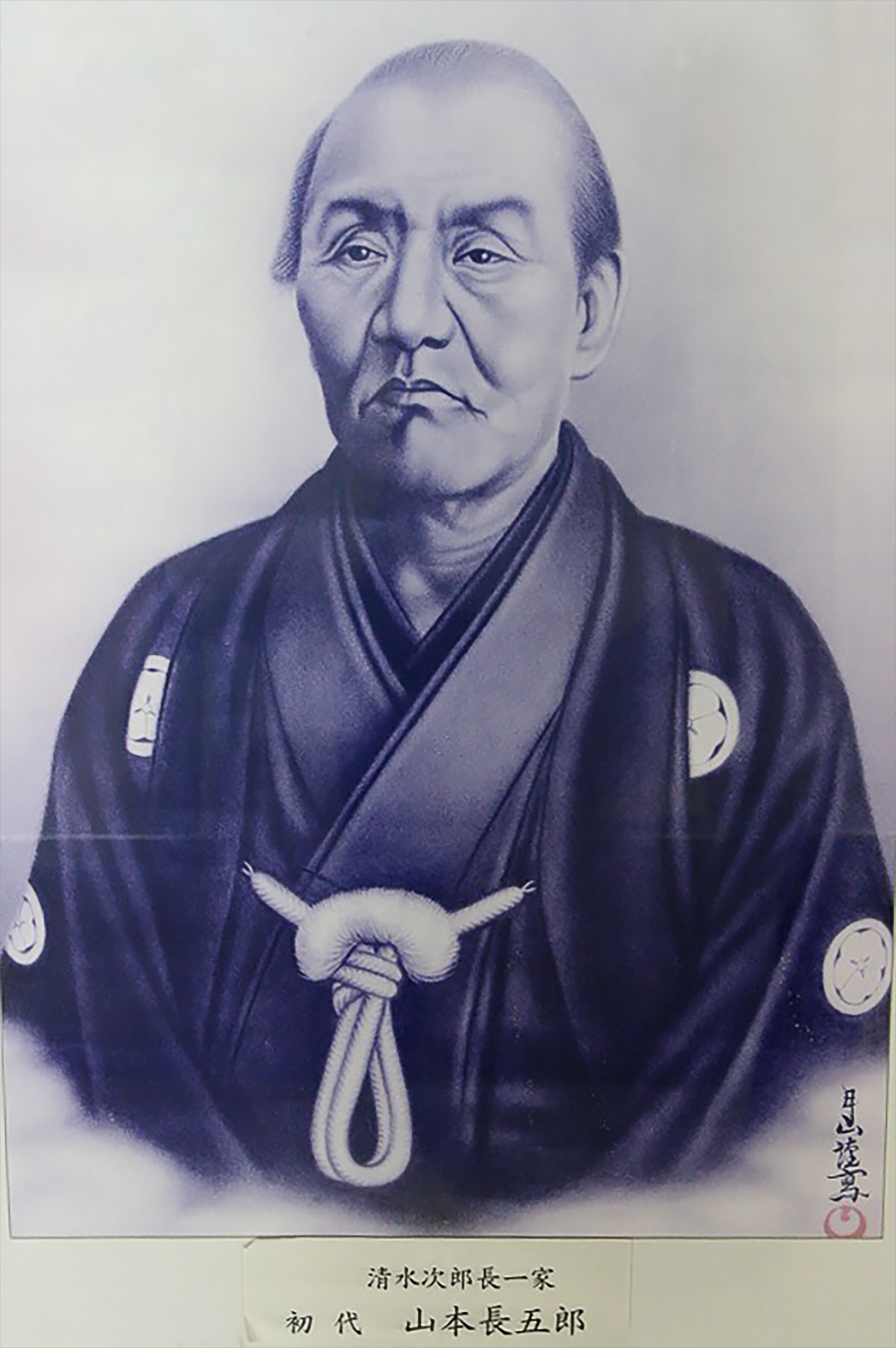
清水次郎長（山本長五郎）

畫中記載文久3年（1863年）孝明天皇致函會津藩主松平容保的「孝明天皇宸翰」的年記與宛所，並於慶應2年（1866年）變更為山本長五郎的內容，強調了天皇與次郎長之間深厚的聯繫。

## 死後
梅蔭禪寺裡建有銅像。這座寺廟裡也有清水次郎長、阿蝶、大政、小政的墓。墓碑上流傳著「能帶來賭博勝利的守護」的傳言，因此不斷有人偷偷將墓石一點一點打碎偷走。

### 清水一家六代目繼承問題
昭和41年（1966年）在清水次郎長的五代目「正統清水一家」解散後便中斷的名跡，於平成19年（2007年）由山口組系的二代目美尾組組長・高木康男以「六代目」的身份襲名，該消息登載於週刊誌上。
高木是作為高利貸的首腦被逮捕的人物（美尾尚利・初代美尾組組長是五代目的原若眾）。因此，靜岡市暴力追放推進協議會認為，黑市貸款的首腦繼承清水次郎長的名號將導致清水的觀光客減少及形象惡化，因此向清水警察署提交了阻止繼承的要求書。然而，六代目清水一家正式繼承名號後，在觀光協會和紀念品店中，有些店鋪已經停止銷售次郎長相關商品，影響了觀光。

## 關聯項目
- 森之石松（日语：森の石松）
- 吉良的仁吉（日语：吉良の仁吉）
- 黑駒勝藏 - 競爭對手
- 日柳燕石 - 次郎長對燕石的大膽驚嘆不已。
- 廣瀬武夫 - 大日本帝國海軍軍人。「軍神」。年輕時曾受到次郎長的挑釁，曾經固執己見。
- 美濃輪稻荷神社 - 位於現在的靜岡市清水區的神社。據說是童年時常玩耍的地方，石柱上刻有本名・山本長五郎的名字。2011年11月26日，本殿全燒[9]。
- 高田明和 - 精神科醫師、濱松醫科大學名譽教授。屬於其後裔。
- 浪曲（浪花節）
  - 廣澤虎造 (2代目)
- 講談
  - 神田伯山 - 3代目出售「清水次郎長傳」
- 清水範久 - 足球選手。綽號模仿次郎長的「ジロー」。
- 清水次郎長為題材的作品
  - 清水次郎長 (講談)（清水次郎長傳） - 作品的列表請參考本項目。
  - 櫻桃小丸子 - 作者・櫻桃子的出生地清水市（1974年當時）為舞台，因此次郎長的名字頻繁出現[10]。
  - 秋之舞姬（日语：「坊っちゃん」の時代#第二部 秋の舞姫） - 幫助極道與娼婦的私奔[11]。
  - 當地女子的遠吠（日语：ローカル女子の遠吠え） - 以靜岡縣為背景，並且包含現在的靜岡市清水區，因此單行本第7卷收錄次郎長活躍的回合。

## 腳註
1. ↑  沖縄はどう生きるか ③誰にも知られたくなかった沖縄の戦前の謎と戦後の闇（５） 奈良原繁と清水次郎長の奇妙な関係佐野真一、web集英社文庫
2. ↑  高橋敏『清水次郎長』（2010）
3. ↑  以美化次郎長的這部著作為基礎，「次郎長一家」的故事從講談進一步成為浪花節的題材（特別是二代目廣澤虎造），並且也被廣泛地用於小說和電影中，獲得國民的人氣。
4. 1 2  沖縄はどう生きるか ③誰にも知られたくなかった沖縄の戦前の謎と戦後の闇（６） （页面存档备份，存于）佐野真一、web集英社文庫
5. 1 2  『黒駒勝蔵対清水次郎長』、p.28[需要完整来源]
6. ↑  沖縄はどう生きるか ③誰にも知られたくなかった沖縄の戦前の謎と戦後の闇（８）佐野真一、web集英社文庫
7. ↑  文藝春秋刊『文藝春秋にみる「坂の上の雲」とその時代』2009年。
8. ↑  徳間書店刊『アサヒ芸能』2007年2月15日号。
9. ↑  次郎長ゆかりの美濃輪稲荷神社本堂が全焼スポニチ 2011年11月27日
10. ↑  4格漫畫版的『櫻桃小丸子』中、友藏說他小時候就見過次郎長。
11. ↑  . ツイコミ(仮).   [2023-12-16]. （原始内容存档于2025-04-06） （日语）.

## 外部連結
- 我的小鎮清水
- 清水港船宿記念館 （页面存档备份，存于）
- 维基共享资源上的相關多媒體資源：清水次郎長